# Jean-Louis Bretteville
Jean-Louis Bretteville (Arendal, 15 giugno 1905 – 9 maggio 1956) è stato un calciatore norvegese, di ruolo attaccante.

## Carriera

### Giocatore

#### Club
Bretteville giocò nel Lyn Oslo dal 1922 al 1925, per poi passare allo FSV Francoforte, poiché si trasferì in Germania per studiare. Rimase nella formazione tedesca fino al 1932.

#### Nazionale
Giocò 9 partite per la Norvegia. La prima di queste fu datata 30 agosto 1924, in occasione della sconfitta per 2-0 contro la Finlandia.

### Dopo il ritiro
Fu presidente del Lyn Oslo dal 1953 al 1954.